# 库蒂尼尔帕克国家公园
库蒂尼尔帕克国家公园（英語：Quttinirpaaq National Park）是加拿大政府设立的一座国家公园，位于努纳武特埃尔斯米尔岛北端，为加拿大领土最北极点。库蒂尼尔帕克国家公园是世界上纬度第二高的国家公园，仅次于格陵兰的东北格陵兰国家公园。库蒂尼尔帕克国家公园建于1988年，古丁尼伯来源于因纽特语，意为世界的顶端。